# Космонавт-испытатель
Космонавт-испытатель — специалист, который занимается подготовкой других космонавтов к выполнению космического полёта, а также сам выполняет космические полёты и проводит послеполётные мероприятия.
Основной целью профессии космонавта-испытателя является обеспечение безопасности и эффективности при эксплуатации пилотируемых космических комплексов, а также при работе с пилотируемыми космическими аппаратами. Помимо этого, в задачи космонавтов-испытателей входит получение результатов различных исследований при работе с космическими аппаратами.

## Классы профессии
Космонавт-испытатель — официально признанная должность, относящаяся к работникам бюджетной сферы. Внутри этой специальности имеется градация по классам:
- кандидат в космонавты-испытатели
- космонавт-испытатель
- инструктор-космонавт-испытатель.

Оклады всем трём категориям этих специалистов рассчитываются согласно Единой тарифной сетке, при этом в зависимости от категории эти специалисты относятся к 15, 16, 17 или 18 разрядам.
Все категории специалистов, относящихся к тому или иному классу космонавтов-испытателей, имеют право на досрочный выход на пенсию.
Коды специальностей, относящихся в целом к понятию космонавт-испытатель по Общероссийскому классификатору профессий рабочих, должностей служащих и тарифных разрядов: 23080 Инструктор — космонавт-испытатель, 23611 Космонавт-испытатель

## Некоторые космонавты-испытатели
- Юрий Иванович Маленченко — инструктор-космонавт-испытатель 1 класса[5]
- Елена Олеговна Серова — космонавт-испытатель[6]
- Татьяна Дмитриевна Кузнецова — космонавт-испытатель[7]